# 合谷進之介
合谷 進之介（ごうや しんのすけ、1979年3月6日 - ）は、日本の俳優、声優。福岡県出身。

## 人物
『モンスターハンター3（トライ）G』春期講習'12において、G級ハンター強化コースの教官を担当した。

## 出演作品

### テレビドラマ
- 蔵出し（テレビ東京）
- フジテレビ開局50周年記念ドラマ 不毛地帯（2009年 - 2010年、フジテレビ系） - 記者 役
- 素直になれなくて（2010年、フジテレビ系） - 医療機器メーカー社員 役
- 月の恋人〜Moon Lovers〜（2010年、フジテレビ系） - レゴリス社員 役
- ドラマ10 八日目の蝉（2010年3月30日 - 2010年5月4日、NHK）
- 医龍-Team Medical Dragon-3（2010年、フジテレビ系）- 医師 役
- 東京リトル・ラブ（2010年、フジテレビ系） - 日本語学校教師 役
- 名前をなくした女神（2011年、フジテレビ系） - カメラマン 役
- デカワンコ（2011年、日本テレビ系） - 店員 役
- BOSS 2ndシーズン（2011年、フジテレビ系）- 刑事 役
- TBS開局60周年記念企画 南極大陸（2011年、TBS系）
- 開局60周年記念ドラマ JIN-仁- 完結編（2011年、TBS系）
- なるようになるさ。（2013年、TBS系）

### 映画
- SP THE MOTION PICTURE「革命篇」（2011年3月12日公開）- SAT隊員 役
- 恋の罪（2011年、監督・園子温）- 警官 役
- 希望の国（2012年、監督・園子温）- 警官 役
- バトル・オブ・ヒロミくん! 〜The High School SAMURAI BOY〜（2013年）

### ゲーム
- 魔都紅色幽撃隊（2014年）

### 舞台
- 和歌山マリーナシティ ポルトヨーロッパ インターナショナルシアター　ミュージカルアトラクション主演
- ARENA DI VERONA & PLACIDO DOMINGO IN TOKYO 2010（2010年）
- 初恋企画 3.5公演！（2013年）
- 初恋企画 うぇるかむ to 死にたがりホテル（2014年）